# Sord IS-11
El Sord IS-11 fue un ordenador portátil leve, del tamaño de una hoja de papel A4, basado en el microprocesador Z80. El IS-11 (IS es el acrónimo de Integrated Software) no tenía sistema operativo, pero era equipado con software de procesamiento de textos, hoja de cálculo, administrador de archivos y programa de comunicaciones.
La máquina era producida por la Sord Computer Corporation y fue lanzada en 1983. Fue sucedida por los modelos IS-11B y IS-11C.

## Descripción técnica
El IS-11 tenía una versión CMOS de la CPU Z80A a 3,4 MHz con NVRAM de 32-64 KiB y ROM de 64 KiB. La pantalla LCD sin retroiluminación («non-back-lit») permitía exhibir 40 caracteres x 8 líneas o 256 x 64 píxeles. Los datos eran almacenados en un magnetófono de microcasete integrado (128 KiB, 2000 baudios).

## Características técnicas
| UCP            | Zilog Z80A a 3,4 MHz                                                                             |
| NVRAM          | 32-64 KiB                                                                                        |
| ROM            | 64 KiB — 128 KiB                                                                                 |
| Teclado        | mecánico, 72 teclas                                                                              |
| Pantalla       | LCD monocromático (texto: 40 X 8 - gráfico: 256 x 64 píxeles)                                    |
| Sonido         | altavoz incorporado («beeper»)                                                                   |
| Puertos        | puerto paralelo Centronics, conector RS232, puerto de expansión (PPI), conector de cartucho      |
| Almacenamiento | Magnetófono de microcasete (2000 baudios) integrado, unidad de disquete de 3,5" externa opcional |